# ام‌وی اورعول
ام‌وی اورعول (به انگلیسی: MV Aureol) یک کشتی بود که طول آن ۵۳۷ فوت (۱۶۴ متر) بود. این کشتی در سال ۱۹۵۱ ساخته شد.